# Gaîté parisienne
Gaîté Parisienne (literalmente, "Alegría parisina") es un ballet coreografiado por Léonide Massine con música de Jacques Offenbach, orquestado por Manuel Rosenthal en colaboración con Jacques Brindejonc-Offenbach, sobrino del compositor. Con libreto y decoración de Étienne de Beaumont y vestuario ejecutado por Barbara Karinska, fue presentado por primera vez por el Ballets Russes de Monte-Carlo en el Théâtre de Monte Carlo el 5 de abril de 1938.

## Sinopsis
Realizado en un solo acto, el ballet no tiene una narrativa convencional. En cambio, representa los coqueteos amorosos, los bailes agradables y el buen humor de un grupo diverso de personas que frecuentan un elegante café de París una noche durante el período del Segundo Imperio (1851-1870). Los miembros de varias clases sociales se encuentran entre los participantes.
Cuando se abre el telón, cuatro camareros y cuatro mujeres de la limpieza preparan la sala para el entretenimiento de la noche. Bailan alegremente antes de que se abran las puertas al público. La primera en llegar es una bonita florista, que ha venido a vender sus ramilletes a los clientes. Baila alegremente con los camareros, agitando sus faldas y enaguas, mientras las mujeres de la limpieza se van. El siguiente en entrar es un grupo de seis cocodettes, mujeres jóvenes frívolas de dudosa virtud, con tres jugadores de billar como escoltas. El grupo baila por la habitación en una mazurca entusiasta. Al final, una vendedora de guantes glamorosa aparece en la puerta y entra en la habitación, encantando a todos los presentes. Un cambio de música anuncia la llegada de un adinerado turista peruano, quien ingresa en un estado de gran excitación. Con dos pequeñas maletas, está tan ansioso por unirse a la vida nocturna parisina que no se ha detenido a depositar su equipaje. Las cocodettes están interesadas en él y en su aparente riqueza, pero él se siente atraído por la vendedora de guantes. A continuación, al son de un vals, entra un apuesto barón. La chica de las flores le da la bienvenida, pero la vendedora de guantes lo cautiva de inmediato. Cuando bailan juntos, parecen formar una pareja perfecta. Los golpes de tambor y la música de marcha señalan la llegada de un oficial y un pelotón de soldados. En busca de chicas, los soldados invitan a las cocodettes y a la vendedora de flores a bailar. De repente, llega una belleza de la alta sociedad, una cortesana conocida como La Lionne, acompañada de su escolta, un duque, y una compañera, la Dama de Verde. La sala ahora está llena de personas que buscan diversión, entretenimiento y, posiblemente, aventuras amorosas para una noche.
La Lionne, con un vestido rojo brillante, se convierte en el centro de atracción. Ella compite por la atención del Oficial, quien coquetea con la vendedora de guantes, quien se las ingenia para poner celoso al Barón pretendiendo responder a la atención del peruano. El duque está desconcertado por el comportamiento de La Lionne, pero también está interesado en la vendedora de guantes, y se une al oficial, al barón y al peruano para cortejarla en un vivaz pas de cinq, levantándola por encima de sus cabezas y exponiendo sus bonitas piernas. Estalla una pelea entre los cuatro hombres. El barón y la vendedora de guantes escapan de la pelea, pero casi todos los demás se unen. Una vez que se restablece el orden y todos han abandonado la habitación, el barón y la vendedora de guantes regresan y bailan un vals exuberante y romántico. Al concluir, entra un grupo de bailarines de cancán, liderados por un maestro de baile. Bailan un cancán animado con las tradicionales levantadas de piernas, giros vertiginosos y mucha exhibición de faldas con volantes, ligas negras y ropa interior blanca y espumosa. En el punto álgido de la alegría resultante, todos se unen en una bulliciosa balada.
A partir de entonces, el estado de ánimo se suaviza; las luces se atenúan, y al son de un suave barcarole, todos se preparan para irse. Algunos de los invitados se emparejan. La Lionne se va con el Oficial, la Chica de las Flores se va con el Duque y los demás se adentran lentamente en la noche. El peruano regresa, esperando encontrar a la vendedora de guantes esperándolo. En cambio, la descubre a ella y al barón en un apasionado abrazo. Desde la entrada oscura, le dicen adiós mientras se queda solo en un foco de luz, desplomado, sin energía, decepcionado por el resultado de la velada. Se cierra el telón.

## Reparto original
En el estreno, el papel de la vendedora de guantes estuvo a cargo de Nina Tarakanova, la chica de las flores fue Eugenia Delarova y La Lionne fue interpretada por Jeannette Lauret. Frederic Franklin hizo el papel del barón, Igor Youskevitch fue el oficial y el propio Massine bailó el papel principal del peruano. Lubov Roudenko tenía una rutina de Cancán especialmente coreografiada, luego repitió esto para la película de 1941.

## Historia
Antes de la noche de apertura, el ballet se publicitó bajo los títulos provisionales de Gay Mabille y Tortoni, después de un café de París, pero Manuel Rosenthal recordó que el Conde Étienne de Beaumont, el libretista del ballet, finalmente se le ocurrió el título que se usó en el estreno.
Massine originalmente había encargado este ballet a Roger Désormière, pero, por falta de tiempo, le pidió a su amigo Rosenthal que asumiera el encargo. Inicialmente no estaba dispuesto a cumplir con la tarea, según los informes, Rosenthal dijo: "No conozco bien a Offenbach; no estoy acostumbrado a orquestar la música de otras personas; no quiero hacerlo; no conozco a Miasine [Massine]". Sin embargo, Désormière insistió lo suficiente como para que Rosenthal finalmente aceptara la tarea.
Con el consejo de Nadia Boulanger, Massine dirigió la selección de Rosenthal de los extractos de Offenbach. Una vez completada la partitura, Massine no estaba seguro y se inclinó a rechazarla. Rosenthal luego propuso que Ígor Stravinski actuara como árbitro sobre la aceptación de la partitura, a lo que Massine estuvo de acuerdo. Al escuchar la música, Stravinsky le recomendó encarecidamente a Massine que aceptara los arreglos de Rosenthal. Sin embargo, debido a las malas relaciones entre Massine y Rosenthal, el propio Rosenthal no dirigió la primera representación del ballet y, en cambio, Efrem Kurtz fue el director del estreno del ballet.
Gaîté parisienne fue presentada por primera vez en los Estados Unidos por el Ballets Russes de Monte-Carlo en el Metropolitan Opera House, Nueva York, el 12 de octubre de 1938, con Alexandra Danilova como vendedora de guantes y Delarova, Lauret, Franklin, Youskevitch y Massine en los mismos papeles que habían bailado en el estreno en Montecarlo. Danilova, que había compartido el papel de vendedora de guantes con Tarakanova en Europa, se asoció indeleblemente con el papel en Estados Unidos. A diferencia de Tarakanova, que había interpretado a la vendedora de guantes como recatada e ingenua, Danilova la retrató como una mujer vivaz, glamorosa y sofisticada del mundo. Como escribió Jack Anderson en The One and Only, "Danilova in Gaîté se convirtió en una de las atracciones del Ballet Russes, y el ballet a menudo concluía la actuación de la noche de apertura de una temporada. En la noche de apertura de la temporada 1941 de la compañía en Nueva York, cuando Danilova hizo su primera entrada, recibió una ovación espontánea que detuvo el espectáculo. A partir de entonces, tales ovaciones espectaculares se convirtieron en una tradición de cada noche de estreno Gaîté con Danilova".
El encantador papel de la chica de las flores se coreografió especialmente para adaptarse a los talentos y habilidades de Eugenia Delarova, la segunda esposa de Massine, y se adaptaba perfectamente a su exuberante lirismo. Frederic Franklin, joven, rubio y guapo, fue elegido perfectamente como el barón y fue conocido por ese papel durante mucho tiempo. Jeannette Lauret, una escultural bailarina de ojos brillantes, también fue especialmente admirada por su interpretación de La Lionne, que interpretó muchas veces. Después de que Massine dejó el Ballet Russe de Monte Carlo en 1943, Leon Danielian finalmente heredó el papel del peruano y se identificó estrechamente con él. Con el tiempo, modificó la coreografía original para adaptarla a su estilo personal y fue muy admirado en el papel.
Otras producciones de la Gaîté parisienne de Massine fueron montadas por el Royal Swedish Ballet (1956), American Ballet Theatre (1970), London Festival Ballet (1973) y el Ballet de Montecarlo (1989). Lorca Massine organizó un renacimiento del ballet de su padre para el American Ballet Theatre en 1988, con decorados de dibujos animados de Zack Brown y trajes coloridos y extravagantes del diseñador de moda francés Christian Lacroix. La producción no fue un éxito y se realizó solo de forma esporádica hasta 1999, cuando se eliminó del repertorio. Regresó para algunas actuaciones en 2014 durante la temporada de la compañía en Nueva York, y una vez más se encontró con una respuesta tibia del público y la crítica.

## Música
1. . Ouverture (de: La vida parisina )
2. . Allegro moderato (de: Mesdames de la Halle )
3. . Polka (de: Le voyage dans la lune )
4. . Landler (de: Lieschen et Fritzchen )
5. . Mazurka (de: Vert-Vert )
6. . Valse (de: La vie parisienne )
7. . Entrée du Brésilen (de: La vie parisienne )
8. . Polka (de: La belle Hélène )
9. . Valse (de: Orfeo en los infiernos )
10. . Marche (de: Tromb-al-Cazar )
11. . Valse (de: La vie parisienne )
12. . Entrée du Brésilien (de: La vie parisienne )
13. . Valse (de: Los cuentos de Hoffmann )
14. . Duelo (de: Le voyage dans la lune )
15. . Valse (de: La Périchole )
16. . Preludio au Can-Can (de: Orfeo en el inframundo )
17. . Can-Can Escena 1 (de: Orfeo en el inframundo, Robinson Crusoe)
18. . Can-Can Escena 2 - Polka (de: Orfeo en el inframundo )
19. . Can-Can Escena 3 (popurrí)

## Grabaciones
El ballet completo, así como una suite de conciertos, se han realizado y grabado con frecuencia. Efrem Kurtz, quien dirigió el estreno mundial, grabó parte de la música para Columbia Records en discos de 78 rpm. En 1947, Arthur Fiedler y la Boston Pops Orchestra grabaron el ballet para eRCA Victor. Esta grabación de alta fidelidad fue publicada más tarde por RCA como su primer LP de 33-1 / 3 rpm en 1950. En 1954, Fiedler grabó la suite de conciertos en estéreo, su primera sesión estereofónica para RCA. Charles Munch también grabó el ballet para Decca como parte de la serie Phase 4 Stereo, al igual que Leonard Bernstein para Columbia. René Leibowitz y la Filarmónica de Londres lo grabaron en estéreo para Urania. El propio Rosenthal hizo cuatro grabaciones del ballet.
En 1941, Warner Brothers produjo una versión cinematográfica en tecnicolor de la producción del Ballet Russe de Monte Carlo de Gaîté parisienne que lanzó en 1942, bajo el título The Gay Parisian. Dirigida por Jean Negulesco, se aparta considerablemente del escenario original del ballet. El conjunto de unidades, que fue diseñado para ajustarse a la idea de Hollywood de arquitectura elegante, que incluye una típica "escalera a ninguna parte", no se parece a una habitación en un club nocturno o café parisino del Segundo Imperio. Muchos trajes fueron rediseñados para ser algo más modestos que los que se ven en el escenario de ballet, pero se realizaron en colores sorprendentemente chillones para aprovechar el proceso Technicolor. Además, Massine cortó gran parte de su coreografía para lograr la duración deseada de veinte minutos y volvió a escenificar lo que quedaba para la cámara de cine. El resultado fue enfocar el trabajo en el rol del peruano, interpretado por él mismo. Además de la pérdida de algunos de los bailes más entretenidos, sus cambios también oscurecieron las relaciones de los personajes. El reparto también incluye a Frederic Franklin como el barón, Nathalie Krassovska como la florista, Igor Youskevitch como el oficial y André Eglevsky como el maestro de baile. La película está disponible comercialmente solo como un artículo adicional en la "edición especial de tres discos" de The Maltese Falcon emitida en 2006 por Warner Home Video.
En 1954, Victor Jessen creó una película en blanco y negro de Gaîté parisienne uniendo laboriosamente tiras de película que había grabado subrepticiamente en los cines durante las representaciones del Ballet Russe de Monte Carlo durante un período de diez años (1944-1954) y luego editar el metraje para que se ajuste a una grabación de sonido que también había hecho en secreto durante una actuación alrededor de 1954. La sincronización de sonido e imagen no es exacta. Publicado en DVD en 2006 por Video Artists International, la película está protagonizada por Danilova como la vendedora de guantes, Franklin como el barón y Leon Danielian como el peruano. Los artistas destacados son Tatiana Grantzeva como la chica de las flores, Robert Lindgren como el oficial, Shirley Haynes como La Lionne, Peter Deign como el duque, Harding Dorn como el maestro de baile, y Moscelyne Larkin y Gertrude Tyven como la chica principal. Las características opcionales incluyen comentarios de audio de Frederic Franklin y subtítulos explicativos en inglés.